# T-Klasse (1938)
Die T-Klasse war eine Klasse von Hochsee-U-Booten der britischen Royal Navy im Zweiten Weltkrieg und später.
Boote der T-Klasse wurden auch von der niederländischen, australischen und israelischen Marine genutzt.
Die erste Einheit wurde 1938 in Dienst gestellt. Das letzte seegängige U-Boot der Klasse wurde 1975 in Israel stillgelegt.

## Entwicklung und Bau
Zu Beginn der 1930er-Jahre wünschte die Royal Navy den Bau einer neuen Hochsee-Unterseeboot-Klasse. Die projektierte Schiffsklasse sollte die störanfälligen U-Boote der O-, P- und R-Klasse ersetzen.
Die Admiralität forderte eine Seeausdauer von mindestens 42 Tagen und eine starke Bewaffnung. Infolge der Londoner Flottenkonferenz von 1930 standen Großbritannien noch 16.500 ts an Tonnage für Neubauten von U-Booten zur Verfügung. Um mit der erlaubten Tonnage möglichst viele Boote bauen zu können, wurden die Boote kleiner als ihre Vorgänger gestaltet.
Der Bau eines Prototyps wurde mit dem Marinebauprogramm von 1935 bei Vickers-Armstrong beauftragt. Die Triton wurde im folgenden Jahr aufgelegt, lief 1937 vom Stapel und wurde am 9. November 1938 in Dienst gestellt. Die Neuentwicklung war den Vorgängern in Bewaffnung, Tauchtiefe, Sicherheit und Beweglichkeit überlegen. Aufgrund der geringeren Tonnage war der Dieselantrieb allerdings weniger leistungsfähig, was zu einer niedrigeren Überwassergeschwindigkeit führte.
Dem Prototyp folgten 14 weitere leicht modifizierte und etwas kleinere Einheiten des ersten Bauloses, die bis 1942 in Dienst gestellt wurden.
In der Erprobungsphase sank die Thetis am 1. Juni 1939 bei einer Testfahrt im River Mersey. Der Unfall kostete 99 Menschenleben. Das Wrack wurde später gehoben, repariert und 1940 mit dem Namen Thunderbolt in Dienst gestellt.
Kurz nach Beginn des Kriegs wurde das zweite Baulos in Auftrag gegeben. Zwischen 1939 und 1942 wurden sieben weitere zum ersten Baulos nahezu baugleiche U-Boote gebaut und in Dienst gestellt.
Zwischen 1941 und 1945 wurden 31 leistungsgesteigerte Boote des dritten Bauloses gebaut. Der Bau zweier weiterer Einheiten wurde 1945 unterbrochen, obwohl diese schon vom Stapel gelaufen waren. Neun weitere Bauaufträge wurden noch vor dem Kriegsende storniert, da inzwischen die ersten U-Boote der weiterentwickelten A-Klasse beauftragt waren.

### Bauwerften
Die U-Boote wurden auf sechs Werften in England und Schottland gebaut.
| Bauwerft                                                             | Baulos 1 | Baulos 2 | Baulos 3 | Gesamt |
| -------------------------------------------------------------------- | -------- | -------- | -------- | ------ |
| Cammell Laird in Birkenhead (England)                                | 4        | 3        |          | 7      |
| Chatham Dockyard (Marinewerft Chatham) in Chatham (England)          | 2        |          | 4        | 6      |
| Devonport Dockyard (Marinewerft Devonport) in Plymouth (England)     |          |          | 4        | 4      |
| Portsmouth Dockyard (Marinewerft Portsmouth) in Portsmouth (England) |          |          | 2        | 2      |
| Scott’s Shipbuilding & Engineering Co. in Greenock (Schottland)      | 3        | 2        | 1        | 6      |
| Vickers-Armstrong in Barrow-in-Furness (England)                     | 6        | 2        | 20       | 28     |
|                                                                      | 15       | 7        | 31       | 53     |

### Aktive Einheiten
Bei Kriegsbeginn standen der Royal Navy lediglich drei Einheiten der T-Klasse zur Verfügung. Es wurden aber kontinuierlich neue Einheiten zugeführt, so dass der Bestand bis zu den Kämpfen in Norwegen auf zehn U-Boote anstieg.
Bis zum Sommer 1941 hielten sich Zuläufe und Verluste die Waage, so dass die Anzahl der U-Boote bei zehn bis zwölf Einheiten stagnierte. Ab 1942 wurden die ersten in Kriegszeiten bestellten U-Boote in Dienst gestellt und die Anzahl der Einheiten stieg trotz der Verluste im Mittelmeer langsam an. 1942 wurden sieben U-Boote in Dienst gestellt, während fünf verloren gingen. 1943 war das Verhältnis ebenfalls sieben zu fünf.
Nach den alliierten Siegen im Mittelmeerraum sank die Verlustquote signifikant, so dass die Anzahl der aktiven Einheiten bis zum Kriegsende stetig anstieg. 1944 wurden zehn U-Boote in Dienst gestellt und kein einziges verloren. 1945 gab es lediglich einen Kampfverlust. Zwischen 1945 und Sommer 1947 wurden alle verbliebenen Boote der ersten beiden Baugruppen verschrottet und gleichzeitig die letzten Einheiten der dritten Baugruppe in Dienst gestellt. Die Boote der dritten Baugruppe blieben weiter im aktiven Dienst. Mit Beginn der 1960er-Jahre wurde begonnen, die inzwischen veraltete Klasse auszumustern.
| 1. Januar 1939    | 1  |
| 1. Juli 1939      | 2  |
| 1. September 1939 | 3  |
| 1. Januar 1940    | 7  |
| 9. April 1940     | 10 |
| 1. Juli 1940      | 10 |
| 1. Januar 1941    | 10 |

| 22. Juni 1941    | 12 |
| 1. Juli 1941     | 12 |
| 7. Dezember 1941 | 15 |
| 1. Januar 1942   | 15 |
| 1. Juli 1942     | 15 |
| 8. November 1942 | 16 |
| 1. Januar 1943   | 17 |

| 1. Juli 1943   | 16 |
| 10. Juli 1943  | 16 |
| 1. Januar 1944 | 19 |
| 6. Juni 1944   | 24 |
| 1. Juli 1944   | 25 |
| 1. Januar 1945 | 29 |
| 8. Mai 1945    | 32 |

| 1. Juli 1945    | 32 |
| 15. August 1945 | 33 |
| 1. Januar 1946  | 32 |
| 1. Januar 1947  | 31 |
| 1. Januar 1948  | 29 |
| 1. Januar 1952  | 26 |
| 1. Januar 1957  | 24 |

| 1. Januar 1961 | 23 |
| 1. Januar 1962 | 21 |
| 1. Januar 1963 | 18 |
| 1. Januar 1964 | 15 |
| 1. Januar 1965 | 14 |
| 1. Januar 1966 | 13 |

## Konstruktive Merkmale
Die Satteltank-Boote besaßen einen klassischen diesel-elektrischen Antrieb aus zwei Dieselmotoren für die Überwasserfahrt und zwei Elektromotoren für den Tauchbetrieb.
Die U-Boote der ersten beiden Baugruppen führten eine Brennstoffmenge von 130 ts Diesel mit. Bei vielen Booten der dritten Baugruppe diente ein Teil der Tauchzellen als zusätzlicher Treibstoffbunker, so dass der Vorrat auf 230 ts gesteigert werden konnte. Diese für den Einsatz in Asien konzipierten U-Boote konnten aufgetaucht bis zu 11.000 Seemeilen weit fahren und hatten eine erhöhte Seeausdauer. Den Einsatzrekord stellte die HMS Tantalus mit einer autonomen Feindfahrt von 56 Tagen auf.
Da die Konstrukteure einen negativen Einfluss auf den Magnetkompass befürchteten, wurden der komplette Kommandoturm und die Periskope britischer U-Boote dieser Zeit aus Bronze gefertigt. Dadurch waren die Sehrohre drei bis fünf Meter kürzer als die stählernen Konstruktionen der anderen großen Marinen, die auf Kreiselkompasse vertrauten. Durch die geringere Periskoptiefe lagen die U-Boote beim Einsatz des Sehrohres höher als deutsche, japanische oder amerikanische Boote. Sie waren dadurch schwerer zu manövrieren und es bestand ein höheres Risiko, dass sie ungewollt durch die Oberfläche brachen. Darüber hinaus ging die amagnetische Konstruktion auf Kosten der Tauchtiefe, denn das höhere Gewicht der Zentrale musste durch einen leichteren Druckkörper ausgeglichen werden.
Während die ersten Einheiten noch einen vernieteten Druckkörper besaßen, wurde der Großteil des dritten Bauloses komplett elektrisch verschweißt, wodurch die maximale Tauchtiefe von 90 m auf 110 m gesteigert werden konnte, aber trotzdem hinter den Tauchleistungen vergleichbarer deutscher U-Boote weit zurückblieb. Zum Vergleich hatten die nie fertiggestellten deutschen Typ VII C/42-Boote eine von der Werft garantierte Tauchtiefe von 200 m und eine errechnete theoretische Zerstörungstiefe von 400 m.
Alle Boote waren von Anfang an mit aktiven und passiven akustischen Aufklärungsmitteln wie beispielsweise dem ASDIC-Gerät ausgestattet. Ab 1941 wurden die ersten Radar-Geräte zur See- und Luftraumüberwachung montiert. Die Radargeräte stellten einen enormen Vorteil dar, nachdem auch die britischen U-Boote die deutsche Taktik des aufgetauchten Nachtangriffes übernahmen, da zumindest die italienischen und japanischen Geleitschiffe wesentlich schlechtere oder gar keine elektronischen Aufklärungsmittel besaßen und auch die deutsche Radartechnik den britischen Entwicklungen hinterherhinkte.
Genauso wie auf deutschen und japanischen U-Booten dieser Zeit waren die Lebensumstände der Besatzung im Vergleich zu denen auf den modernen US-amerikanischen U-Booten der Gato- und Balao-Klasse sehr schlecht. Mehrere Seeleute mussten sich eine Hängematte teilen. Die sanitären Einrichtungen waren auf das absolut notwendige beschränkt. Da anfangs auch keine Klimaanlagen eingebaut waren, mussten die Männer in wärmeren Gewässern oftmals Temperaturen über 50 °C ertragen. Um die immer umfangreicher werdende empfindliche Elektronik zu schonen, wurden im Laufe des Krieges zumindest Klimaanlagen nachgerüstet. Die US-amerikanischen U-Boote besaßen von Anfang an Klimaanlagen und sogar Duschzellen.
Die Torpedobewaffnung war ungewöhnlich stark. Die Boote der ersten beiden Baulose waren im Bug mit sechs internen und zwei externen Torpedorohren bewaffnet. Die beiden externen Bugrohre befanden sich in einem Wulst, der bei Fahrt in Sehrohrtiefe eine deutlich sichtbare Bugwelle erzeugte und außerdem Sicht, Trimmung und Manövrierbarkeit einschränkte.
Mittschiffs befanden sich vor dem Kommandoturm zwei weitere nach vorne ausgerichtete externe Rohre. Die mittleren externen Rohre befanden sich in einer ebenfalls sehr strömungsungünstigen Ausbuchtung.
Die Boote der dritten Baugruppe besaßen eine leicht geänderte Bugform, wodurch die bisherigen Probleme zwar nicht beseitigt, aber gemildert werden konnten. Die mittleren Torpedorohre wurden hinter den Turm verlegt und abgewinkelt nach hinten ausgerichtet. Als weitere Neuerung wurde ab 1942 ein externes Hecktorpedorohr eingeführt, wodurch die Feuerkraft auf beachtliche elf Rohre anstieg. Die Torpedobewaffnung mehrerer Boote der älteren Baugruppen wurden später entsprechend umgebaut.
Die Feuerleittechnik der Torpedowaffe war der Ausstattung deutscher und auch US-amerikanischer U-Boote weit unterlegen. Anfangs existierten nicht einmal optische Nachtzielgeräte. Dieser Nachteil wurde später durch den Einsatz von Radar teilweise ausgeglichen. Die Geräte zur Ermittlung der Feuerlösung waren verglichen mit den ausgefeilten deutschen Zielrechnern primitiv und unzuverlässig. Auch die Steuerung der Torpedos selber war schlechter als die der anderen Marinen. Deshalb mussten britische U-Boote häufig mit dem gesamten Rumpf zielen und den Bootskörper direkt auf das Ziel ausrichten. Allerdings waren die britischen Aufschlagzünder und die Tiefensteuerung der Torpedos von Anfang an wesentlich zuverlässiger als die Konstruktionen der Kriegsmarine und der US-Navy. Die britischen U-Boote blieben von Problemen wie der deutschen Torpedokrise oder dem US-amerikanischen Torpedoskandal verschont.
Alle U-Boote waren mit einem 4-Zoll/L40-Deckgeschütz bewaffnet. Zur Flugabwehr wurden auf den ersten beiden Baugruppen bis zu drei Lewis-MG im Kaliber .303″ (7,7 mm) eingesetzt. Bei Modernisierungen wurden die Maschinengewehre später durch ein 20-mm-Luftabwehrgeschütz ersetzt oder ergänzt. Die Einheiten des dritten Bauloses besaßen von Anfang an die Flak.

### Super T
Nach dem Kriegsende wurden fünf Boote der dritten Baugruppe, die einen vernieteten Rumpf besaßen, ähnlich dem US-amerikanischen Greater Underwater Propulsion Power Program modernisiert. Der Bootskörper wurde stromlinienförmiger gestaltet, mit Schnorchel ausgestattet, der Turm ersetzt und auf das Deckgeschütz sowie die Flak verzichtet. Die beiden externen Bugtorpedorohre und das achtere externe Torpedorohrpaar wurden demontiert. Die modernisierten Einheiten waren: Teredo, Tapir, Tireless, Talent (III) und Token.
Zu Beginn der 1950er-Jahre wurden acht Boote des dritten Bauloses mit verschweißtem Druckkörper ebenfalls modernisiert und umfassend umgebaut. Die Umbaumaßnahmen stellten einen wichtigen Schritt in der Entwicklung der britischen U-Boote und den Übergang vom klassischen Tauchboot zum modernen U-Boot dar. Nach dem Vorbild der deutschen Typ-XXI-Boote wurde die Batteriekapazität und die elektrische Antriebsleistung extrem erhöht. Die Form des Bootskörpers und des Turmes wurde komplett überarbeitet und stromlinienförmiger gestaltet. Um die vergrößerten Batterien und Antriebsanlagen aufnehmen zu können, wurde der Druckkörper verlängert. Alle verzichtbaren Deckaufbauten wie das Deckgeschütz und die Flak wurden demontiert. Durch die Umbauten konnte die Unterwassergeschwindigkeit auf 15 Knoten (28 km/h) gesteigert werden. Eine weitere Neuerung war der Einsatz eines Schnorchels, wodurch die Dieselmaschinen auch unter Wasser genutzt werden konnten. Ursprünglich wurde eine Kopie des deutschen Faltschnorchels eingesetzt. Nachdem 1951 ein ebenfalls modernisiertes A-Klasse-Boot durch den Bruch dieses Schnorcheltypes verloren gegangen war, wurde der von der US-Navy entwickelte Teleskopschnorchel eingeführt.
Es gab zwei Umbauversionen. Taciturn, Thermopylae, Totem und Turpin wurden um etwa 3,7 m (12 ft) verlängert.
Tabard, Trump, Truncheon und Tiptoe wurden um etwa 6,1 m (20 ft) verlängert.
Die kürzere Version besaß die gleiche Torpedobewaffnung wie die modernisierten vernieteten Boote. Bei der längeren Version wurde komplett auf alle externen Torpedorohre verzichtet.

## Einsatzgeschichte
Der Prototyp HMS Triton wurde im November 1938 als erstes U-Boot der neuen Klasse in Dienst gestellt. Bis zum Kriegsbeginn im September 1939 folgten zwei weitere Einheiten, so dass der Royal Navy bei Beginn der Kampfhandlungen am 3. September 1939 insgesamt drei Einheiten zur Verfügung standen.
Die U-Boote wurden in die Nordsee befohlen, um an der britischen Seeblockade gegen Deutschland teilzunehmen. Da die Navy zur Aufklärung nur über Anson-Flugzeuge verfügte, die Norwegen nicht erreichen konnten, musste die norwegische Küste mit U-Booten überwacht werden.
Am 10. September 1939 versenkte die HMS Triton 28 Seemeilen südsüdwestlich von Stavanger das britische O-Klasse-Unterseeboot HMS Oxley irrtümlich mit zwei Torpedos. Lediglich zwei Überlebende konnten gerettet werden. Nachdem am 14. September 1939 zwei S-Klasse-U-Boote in einer ähnlichen Situation nur knapp einer vergleichbaren Katastrophe entgangen waren, wurden die Abstände der Patrouillengebiete von vier auf zehn Seemeilen erhöht.
Bereits Mitte September 1939 kauften die Briten in den USA eine Anzahl Lockheed Hudson, mit denen die norwegische Küste auch aus der Luft aufgeklärt werden konnte. Die U-Boote wurden fortan aggressiver und näher am Feind vor Jütland, im Skagerrak und in der Deutschen Bucht eingesetzt. Im Gegensatz zu den bisherigen reinen Aufklärungsaufgaben sollten sie dort gegen deutsche Kriegsschiffe vorgehen. Warnungslose Torpedoangriffe gegen deutsche Handelsschiffe waren allerdings ausdrücklich untersagt, um dem Kriegsgegner keinen Vorwand für einen nach Vorbild des Ersten Weltkrieges geführten totalen U-Boot-Krieg zu geben. Das Verbot wurde erst am 9. April 1940 in großen Teilen der Nordsee aufgehoben.
In der folgenden Phase des Sitzkrieges konnten die T-Klasse-Boote trotz häufiger Patrouillen keine nennenswerten Erfolge erzielen. In der eisigen Nordsee litten die Besatzungen unter der unzureichenden Ausstattung mit winterfester Kleidung. Die fehlenden Erfolge sind sicherlich auch auf das Angriffsverbot gegen Handelsschiffe zurückzuführen.
Den wahrscheinlich ersten Kampferfolg erreichte die Truant am 25. März 1940 mit der Versenkung des deutschen Frachtdampfers Edmund Hugo Stinnes 4.
Am 9. April 1940 begannen die deutschen Streitkräfte das Unternehmen Weserübung und dehnten den Krieg auf die beiden neutralen nordeuropäischen Staaten Norwegen und Dänemark aus. Da die Briten den Schlag erwarteten und auch selber Landungen in Norwegen geplant hatten, befanden sich alle verfügbaren U-Boote der Royal Navy in Lauerposition entlang der erwarteten Anmarschrouten der Invasoren. Die HMS Truant torpedierte schon am Abend des 9. April im Skagerrak den deutschen leichten Kreuzer Karlsruhe. Der Kreuzer wurde so schwer beschädigt, dass er anschließend von deutschen Torpedobooten versenkt werden musste. Am folgenden Tag ging das erste U-Boot der T-Klasse verloren, als die HMS Thistle von einem deutschen U-Boot versenkt wurde. Im Laufe der für beide Seiten verlustreichen Seegefechte um Norwegen ging im April 1940 ein weiteres T-Klasse-Boot verloren.
Am 10. Mai 1940 eröffnete Deutschland mit dem Fall Gelb eine Offensive im Westen Europas. Nach dem folgenden italienischen Kriegseintritt am 10. Juni 1940 und der französischen Niederlage am 22. Juni 1940 wurden die Einsatzgebiete der britischen U-Boote in die Biskaya und das Mittelmeer ausgedehnt. Aus Rücksicht auf die neutralen Länder wurden aber im Mittelmeer die Angriffsgebiete vorerst auf einen 30 Seemeilen breiten Streifen vor den Küsten Italiens und Libyens beschränkt. Dadurch konnten alle britischen U-Boote im Mittelmeer bis Ende 1940 lediglich neun gegnerische Schiffe und ein italienisches U-Boot versenken. Dem gegenüber stand der Verlust von neun eigenen U-Booten, darunter zwei Einheiten der T-Klasse.
Neben weiteren Einsätzen vor der französischen und norwegischen Atlantikküste verlagerte sich 1941 der Schwerpunkt der Einsätze endgültig in das Mittelmeer, was eine direkte Folge des allgemeinen Kriegsverlaufes war. Nachdem die deutsche Luftwaffe die Luftschlacht um England verloren hatte, waren auch die deutschen Planungen einer Landung in England hinfällig. Im Mittelmeerraum hingegen waren die Achsenmächte weiterhin in der Offensive. Schon 1940 hatten die italienischen Streitkräfte den Krieg in Nordafrika, den Griechisch-Italienischen Krieg und die Belagerung der strategisch wichtigen britischen Kolonie Malta begonnen. Anfang 1941 griff das Deutsche Reich auch auf den mediterranen Kriegsschauplätzen ein, um die italienischen Verbündeten zu unterstützen. Bis Ende April fielen Jugoslawien und Griechenland. Den Endpunkt der Eroberungen der Achsenmächte im östlichen Mittelmeer bildete die Landung auf Kreta Ende Mai 1941. Im Sommer 1941 war das Mittelmeer de facto unter Kontrolle der Achse. Deutschland und Italien beherrschten die gesamte Nordküste von Cannes bis Kreta und im Süden Libyen. Dem unter deutschem Einfluss stehenden Vichy-Regime unterstanden neben Südfrankreich die französischen Kolonien in Nordafrika, Korsika und große Teile der Levante. Spanien blieb neutral, verhielt sich aber infolge seines kurz zuvor beendeten Bürgerkrieges gegenüber Deutschland und Italien wohlwollend. Die einzige wirklich neutrale Macht am Mittelmeer war die Türkei.
Der britische Einfluss beschränkte sich auf Malta, Britisch-Zypern, Palästina und das politisch unsichere Königreich Ägypten. Allerdings kontrollierte das Vereinigte Königreich die letztlich kriegsentscheidenden Zugänge des Mittelmeeres zu den Ozeanen Gibraltar im Westen und den Sueskanal im Osten.
Die Verluste wurden durch neue U-Boote ausgeglichen und das Kampfgebiet im Februar 1941 auf das gesamte Seegebiet südlich der belagerten Insel Malta ausgedehnt. Trotzdem gelangen zuerst keine bedeutsamen Erfolge gegen die Nachschublinien der Achse. Ein weiteres Operationsgebiet im Mittelmeer war die Ägäis. Hier tat sich im Frühjahr und Sommer 1941 die HMS Torbay unter dem Kommando von Lt. Cd. Anthony Miers hervor. Das U-Boot versenkte auf seinen ersten Feindfahrten drei Tanker, elf Segelschiffe, ein Motorschiff und ein U-Boot. Miers schreckte dabei aber auch nicht vor der Ermordung von Schiffbrüchigen und Kriegsgefangenen zurück.
Nach dem deutschen Angriff auf die Sowjetunion am 22. Juni 1941 wurde die bisher neutrale und anfangs sogar deutschfreundliche Sowjetunion zu einem Verbündeten des Vereinigten Königreiches. In den folgenden Jahren stationierte die Royal Navy U-Boote auf nordwestrussischen Basen an der Barentssee wie Poljarny, die im Arktischen Ozean und vor Norwegen gegen deutsche Einheiten vorgingen und außerdem die strategisch extrem wichtige und schwer umkämpfte alliierte Nachschublinie zum ganzjährig eisfreien Hafen von Murmansk absicherten.
Im September 1943 transportierten S- und T-Klasse-Boote Kleinst-U-Boote der X-Klasse vor den nordnorwegischen Altafjord. Angriffsziel der als Operation Source bezeichneten Aktion waren die deutschen Schlachtschiffe Tirpitz und Scharnhorst. Die Tirpitz wurde von der X 7 und mindestens einem weiteren Kleinst-U-Boot vermint und schwer beschädigt.
In den Jahren 1942 und 1943 wurden immer mehr T-Klasse-Boote in das Mittelmeer entsandt. Gleichzeitig schickte aber auch die Kriegsmarine U-Boote und mit modernen Sonargeräten ausgestattete U-Jäger in das Kampfgebiet. Die italienische Marine modernisierte mit deutscher Hilfe ihre U-Jäger und Geleitschiffe. Im Mittelmeer tauschten die Antagonisten die Rollen. Während deutsche U-Boote in der Atlantikschlacht im Kampf gegen alliierte Geleitzüge versuchten, die alliierten Versorgungslinien nach Großbritannien und der Sowjetunion zu durchtrennen, kämpften im Mittelmeer britische U-Boote gegen Geleitzüge der Achsenmächte nach Nordafrika und Öltanker, die rumänisches Öl von Constanța in die Häfen der Achse am Mittelmeer transportierten. Im Atlantik wurden deutsche U-Boote von einer Übermacht britischer und US-amerikanischer Zerstörer und Flugzeuge gejagt. Britischen U-Booten im Mittelmeer erging es nicht besser.
Die harten Kämpfe in der Nachschubschlacht um Afrika hatten die schwersten Verluste in der Geschichte der T-Klasse zur Folge. In den beiden Jahren gingen jeweils fünf Einheiten der für die Verhältnisse des Mittelmeeres zu groß geratenen U-Boot-Klasse verloren.
Nach den alliierten Erfolgen in Nordafrika und Südeuropa 1943 wurden die Einsätze der U-Boote im Pazifikkrieg intensiviert, wo die T-Klasse-Boote aufgrund ihrer geringen Periskoptiefe überwiegend in flachen Küstengewässern eingesetzt wurden. Das Hauptoperationsgebiet in Asien war die zwischen Malaya und Sumatra liegende Malakkastraße. Hier wurde eine große Anzahl japanischer Küstentransporter, zumeist unbewaffnete kleinere Segelschiffe, versenkt. Vereinzelt wurden auch Seeminen gegen die japanischen Nachschubrouten verlegt. Am 18. September 1944 kam es zu einer der schwersten Katastrophen der Seefahrtsgeschichte, als die HMS Tradewind den japanischen Militärtransporter Junyo Maru torpedierte. Das Höllenschiff transportierte 4200 Zwangsarbeiter und 2300 Kriegsgefangene. 5620 Menschen wurden bei der Versenkung getötet.
Nach der Kapitulation Japans im September 1945 wurden die verbleibenden Boote der ersten und zweiten Baugruppe außer Dienst gestellt. Die U-Boote wurden verschrottet, aber teilweise auch für Versuchs- und Übungszwecke versenkt. Die Boote des dritten Bauloses blieben weiter im Dienst.
Viele Boote des dritten Bauloses wurden in den 1950er-Jahren modernisiert und unter anderem mit Schnorcheln sowie einer vergrößerten elektrischen Antriebseinheit ausgestattet. Die Royal Navy stellte 1969 mit der HMS Tiptoe ihr letztes seegängiges T-Klasse-U-Boot außer Dienst. HMS Tabard diente der Royal Navy als festvertäutes immobiles Ausbildungsboot bis 1973/74.
Der erste ausländische Nutzer der T-Klasse war die niederländische Marine. Schon in Kriegszeiten wurden zwei Boote von den Niederländern übernommen. Zwischen 1948 und 1953 wurden zwei weitere Einheiten an die Niederlande verleast. Das letzte niederländische T-Klasse-U-Boot wurde 1964 außer Dienst gestellt.
Die australische Marine nutzte in den 1960er-Jahren drei U-Boote der Klasse.
1965 wurden drei U-Boote an Israel verkauft. Die israelische Marine stellte die Einheiten nach umfangreichen Umbau- und Modernisierungsmaßnahmen 1967 in Dienst. Eines der U-Boote ging 1968 bei der Überfahrt nach Israel im Mittelmeer unter bis heute nicht restlos geklärten Umständen verloren. Die beiden anderen U-Boote wurden noch mehrere Jahre eingesetzt. 1975 stellte die israelische Marine die Dolphin (ex HMS Truncheon) als weltweit letztes aktives U-Boot der T-Klasse außer Dienst.

### Verluste im Zweiten Weltkrieg
Im Zweiten Weltkrieg gingen insgesamt 16 U-Boote der T-Klasse durch Feindeinwirkung verloren. Davon sanken 13 Einheiten im Mittelmeer und zwei in der Nordsee. Ein Boot wurde im Indischen Ozean so schwer beschädigt, dass es abgeschrieben wurde.
| Boot        | Datum              | Bemerkung                                                                                 |
| ----------- | ------------------ | ----------------------------------------------------------------------------------------- |
| Thistle     | 10. April 1940     | In der Nordsee von dem deutschen U-Boot U 4 versenkt, keine Überlebenden.                 |
| Tarpon      | 14. April 1940     | In der Nordsee vermisst, keine Überlebenden.                                              |
| Triad       | 15. Oktober 1940   | Im Mittelmeer von dem italienischen U-Boot Enrico Toti versenkt, keine Überlebenden.      |
| Triton      | 18. Dezember 1940  | Im Mittelmeer vermisst, keine Überlebenden.                                               |
| Tetrarch    | 2. November 1941   | Im Mittelmeer vermisst, keine Überlebenden.                                               |
| Triumph     | 14. Januar 1942    | Im Mittelmeer vermisst, keine Überlebenden.                                               |
| Tempest     | 13. Februar 1942   | Im Mittelmeer von dem italienischen Torpedoboot Circe versenkt, Besatzung wurde gerettet. |
| Thorn       | 6. August 1942     | Im Mittelmeer vermisst, keine Überlebenden.                                               |
| Talisman    | 17. September 1942 | Im Mittelmeer vermisst, keine Überlebenden.                                               |
| Traveller   | 12. Dezember 1942  | Im Mittelmeer vermisst, keine Überlebenden.                                               |
| P311        | 8. Januar 1943     | Im Mittelmeer vermisst, keine Überlebenden.                                               |
| Tigris      | 10. März 1943      | Im Mittelmeer vermisst, keine Überlebenden.                                               |
| Turbulent   | 12. März 1943      | Im Mittelmeer vermisst, keine Überlebenden.                                               |
| Thunderbolt | 14. März 1943      | Im Mittelmeer von der italienischen Korvette Cigogna versenkt, keine Überlebenden.        |
| Trooper     | 17. Oktober 1943   | Im Mittelmeer vermisst, keine Überlebenden.                                               |
| Terrapin    | 19. Mai 1945       | Westlich von Batavia schwer beschädigt und später abgeschrieben, keine Verluste.          |

## Baulose und Einheiten

### Baulos 1
Die Boote des ersten Bauloses wurden in Friedenszeiten beauftragt und auf Kiel gelegt. Zwischen 1936 und 1942 wurden auf den vier Werften Cammell Laird in Birkenhead, Chatham Dockyard in Chatham, Scott’s Shipbuilding & Engineering Co. in Greenock und Vickers-Armstrong in Barrow in Furness 15 U-Boote gebaut. Die durchschnittliche Bauzeit eines Bootes des ersten Bauloses betrug 743 Tage.
Das Baulos wird, obwohl sich die Serienbauten von dem Prototyp Triton unterscheiden, auch als Triton-Klasse bezeichnet.

#### Aktive Einheiten
Bei Kriegsbeginn standen der Royal Navy lediglich drei Einheiten der T-Klasse zur Verfügung. Es wurden jedoch kontinuierlich neue Einheiten zugeführt, so dass der Bestand bis zu den Kämpfen in Norwegen auf zehn U-Boote anstieg. 1940 gingen vier Boote verloren, die durch vier neue ersetzt werden konnten. 1941 gab es einen Verlust und den letzten Zulauf. In den beiden folgenden Jahren gingen jeweils zwei Einheiten verloren. Bei Kriegsende im August 1945 besaß die Royal Navy noch sechs U-Boote der Triton-Klasse. Alle verbliebenen Boote wurden bis 1947 verschrottet.
| 1. Januar 1939    | 1  |
| 1. Juli 1939      | 2  |
| 1. September 1939 | 3  |
| 1. Januar 1940    | 7  |
| 1. Juli 1940      | 10 |
| 1. Januar 1941    | 10 |

| 1. Juli 1941   | 11 |
| 1. Januar 1942 | 10 |
| 1. Juli 1942   | 9  |
| 1. Januar 1943 | 8  |
| 1. Juli 1943   | 6  |
| 1. Januar 1944 | 6  |

| 1. Juli 1944   | 6 |
| 1. Januar 1945 | 6 |
| 1. Juli 1945   | 6 |
| 1. Januar 1946 | 3 |

#### Daten der Boote
| Boot                  | #   | Bauwerft             | Kiellegung         | Indienststellung   | Dienstende         |
| --------------------- | --- | -------------------- | ------------------ | ------------------ | ------------------ |
| Triton                | N15 | Vickers-Armstrong    | 28. August 1936    | 9. November 1938   | 18. Dezember 1940  |
| Thunderbolt ex Thetis | N25 | Cammell Laird        | 21. Dezember 1936  | 26. Oktober 1940   | 14. März 1943      |
| Trident               | N52 | Cammell Laird        | 12. Januar 1937    | 1. Oktober 1939    | 17. Februar 1946   |
| Tribune               | N76 | Scott’s Shipbuilding | 3. März 1937       | 17. Oktober 1939   | Juli 1947          |
| Triumph               | N18 | Vickers-Armstrong    | 19. März 1937      | 2. Mai 1939        | 14. Januar 1942    |
| Tarpon                | N17 | Scott’s Shipbuilding | 5. Oktober 1937    | 8. März 1940       | 14. April 1940     |
| Taku                  | N38 | Cammell Laird        | 18. November 1937  | 3. Januar 1940     | November 1946      |
| Thistle               | N24 | Vickers-Armstrong    | 7. Dezember 1937   | 4. Juli 1939       | 10. April 1940     |
| Truant                | N68 | Vickers-Armstrong    | 24. März 1938      | 31. Oktober 1939   | 19. Dezember 1945  |
| Triad                 | N53 | Vickers-Armstrong    | 24. März 1938      | 16. September 1939 | 15. Oktober 1940   |
| Tigris                | N63 | Chatham Docks        | 11. Mai 1938       | 20. Juni 1940      | 10. März 1943      |
| Tuna                  | N94 | Scott’s Shipbuilding | 13. Juni 1938      | 1. August 1940     | 19. Dezember 1945  |
| Tetrarch              | N77 | Vickers-Armstrong    | 24. August 1938    | 15. Februar 1940   | 2. November 1941   |
| Talisman              | N78 | Cammell Laird        | 27. September 1938 | 29. Juni 1940      | 17. September 1942 |
| Torbay                | N79 | Chatham Docks        | 21. November 1938  | 14. Januar 1941    | 19. Dezember 1945  |

### Baulos 2
Mit dem Ausbruch des Zweiten Weltkrieges fielen die Beschränkungen der Londoner Flottenkonferenz. Die britische Marine beauftragte die Produktion eines weiteren Bauloses der T-Klasse. Die neuen Einheiten waren fast baugleich mit den U-Booten des ersten Bauloses. Die Kriegsneubauten waren lediglich etwas kürzer und geringfügig schneller. Zwischen 1939 und 1942 wurden auf den drei Werften Cammell Laird in Birkenhead, Scott’s Shipbuilding & Engineering Co. in Greenock und Vickers-Armstrong in Barrow-in-Furness sieben U-Boote des zweiten Bauloses der T-Klasse gebaut. Unter den Anforderungen der Kriegswirtschaft konnte die durchschnittliche Bauzeit für ein U-Boot des zweiten Bauloses der T-Klasse im Vergleich zum ersten Baulos um fast drei Monate verringert werden. Die durchschnittliche Bauzeit eines Bootes des zweiten Bauloses betrug 660 Tage.
Das Baulos wird auch als Tempest-Klasse bezeichnet.

#### Aktive Einheiten
Die erste Einheit der Kriegsneubauten wurde im Mai 1941 der Marine zugeführt. Bis zum Ende des Jahres konnte der Bestand des zweiten Bauloses auf fünf Einheiten angehoben werden. Aufgrund der folgenden Verluste waren nie mehr als fünf Boote des zweiten Bauloses der T-Klasse gleichzeitig im Einsatz. 1942 wurden die beiden letzten Boote in Dienst gestellt. Demgegenüber standen jedoch drei Verluste. 1943 gingen zwei weitere U-Boote verloren, sodass die Royal Navy bei Kriegsende lediglich zwei Einheiten des Bauloses besaß. Die beiden verbliebenen U-Boote wurden zwischen Januar und Juli 1947 in Briton Ferry (Wales) und Milford Haven (Wales) verschrottet.
| 1. Januar 1941 | 0 |
| 1. Juli 1941   | 1 |
| 1. Januar 1942 | 5 |
| 1. Juli 1942   | 5 |

| 1. Januar 1943 | 4 |
| 1. Juli 1943   | 3 |
| 1. Januar 1944 | 2 |
| 1. Juli 1944   | 2 |

| 1. Januar 1945 | 2 |
| 1. Juli 1945   | 2 |
| 1. Januar 1946 | 2 |

#### Daten der Boote
| Boot      | #   | Bauwerft             | Kiellegung        | Indienststellung | Dienstende        |
| --------- | --- | -------------------- | ----------------- | ---------------- | ----------------- |
| Thrasher  | N37 | Cammell Laird        | 14. November 1939 | 14. Mai 1941     | März 1947         |
| Tempest   | N86 | Cammell Laird        | 6. Januar 1940    | 6. Dezember 1941 | 13. Februar 1942  |
| Traveller | N48 | Scott’s Shipbuilding | 17. Januar 1940   | 10. April 1942   | 12. Dezember 1942 |
| Thorn     | N11 | Cammell Laird        | 20. Januar 1940   | 26. August 1941  | 6. August 1942    |
| Trusty    | N45 | Vickers-Armstrong    | 15. März 1940     | 30. Juli 1941    | Januar 1947       |
| Turbulent | N98 | Vickers-Armstrong    | 15. März 1940     | 2. Dezember 1941 | 12. März 1943     |
| Trooper   | N91 | Scott’s Shipbuilding | 7. Mai 1940       | 29. August 1942  | 17. Oktober 1943  |

### Baulos 3
Zwischen 1941 und 1946 wurden auf den fünf Bauwerften Chatham Dockyard in Chatham, Devonport Dockyard in Plymouth, Portsmouth Dockyard in Portsmouth, Scott’s Shipbuilding in Greenock und Vickers-Armstrong in Barrow-in-Furness 31 Einheiten des dritten Bauloses gebaut. Auf die Fertigstellung zweier Einheiten wurde nach dem Kriegsende verzichtet, obwohl sie schon vom Stapel gelaufen waren. Der Bau von neun weiteren U-Booten war geplant, wurde aber nicht mehr begonnen.
Die Boote waren serienmäßig mit Radar und einem Luftabwehrgeschütz ausgestattet. Die beiden mittleren externen Torpedorohre wurden hinter den Turm verlegt und nach achtern ausgerichtet. Außerdem wurde ein zusätzliches externes Hecktorpedorohr eingebaut. Bei den meisten Booten wurden die Treibölbunker vergrößert. Ab der im November 1942 auf Kiel gelegten Tiptoe wurden die Druckkörper der Boote elektrisch verschweißt, wodurch die Tauchtiefe gesteigert wurde. Die durchschnittliche Bauzeit eines Bootes des dritten Bauloses betrug 631 Tage.
Dreizehn Boote wurden nach dem Krieg modernisiert. Die Bootskörper wurden stromlinienförmiger gestaltet und auf hohe Unterwassergeschwindigkeiten optimiert. Außerdem erhielten die modernisierten Boote einen Schnorchel. (→ Super T)
Insgesamt zehn Einheiten wurden an befreundete Staaten weitergegeben. (→ Einsatz in anderen Marinen)
Die letzte auf See eingesetzte britische Einheit war die 1969 stillgelegte HMS Tiptoe. Das letzte aktive U-Boot der T-Klasse war die 1975 außer Dienst gestellte israelische Dolphin.
Das Baulos wird auch als Taciturn-Klasse bezeichnet.

#### Aktive Einheiten
Die erste Einheit wurde der Marine im August 1942 zugeführt. Im Zweiten Weltkrieg gingen zwei U-Boote des Bauloses verloren. Im Gegensatz zu den Booten der ersten beiden Baulose verblieben die meisten Boote des dritten Bauloses nach dem Krieg im Einsatz. Anfang der 1960er-Jahre wurde begonnen, die inzwischen veralteten Boote auszumustern.
| 1. Juli 1942   | 0  |
| 1. Januar 1943 | 5  |
| 1. Juli 1943   | 8  |
| 1. Januar 1944 | 11 |
| 1. Juli 1944   | 17 |

| 1. Januar 1945 | 21 |
| 1. Juli 1945   | 24 |
| 1. Januar 1946 | 27 |
| 1. Januar 1947 | 29 |
| 1. Januar 1952 | 26 |

| 1. Januar 1955 | 25 |
| 1. Januar 1957 | 24 |
| 1. Januar 1961 | 23 |
| 1. Januar 1963 | 18 |
| 1. Januar 1964 | 15 |

#### Daten der Boote
| Boot                     | #                   | Bauwerft                                   | Kiellegung         | Indienststellung      | Dienstende         |
| ------------------------ | ------------------- | ------------------------------------------ | ------------------ | --------------------- | ------------------ |
| P311                     | P311                | Vickers-Armstrong                          | 25. April 1941     | 7. August 1942        | 8. Januar 1943     |
| Trespasser               | P312 (ex P92)       | Vickers-Armstrong                          | 8. September 1941  | 25. September 1942    | 26. September 1961 |
| Thule                    | P325                | Devonport Dockyard                         | 20. September 1941 | 13. Mai 1944          | September 1962     |
| Tudor                    | P326                | Devonport Dockyard                         | 20. September 1941 | 16. Januar 1944       | 1. Juli 1963       |
| Taurus Dolfijn           | P339 (ex P93, P313) | Vickers-Armstrong                          | 30. September 1941 | 3. November 1942      | April 1960         |
| Tireless                 | P327                | Portsmouth Dockyard                        | 30. Oktober 1941   | 18. April 1945        | November 1968      |
| Token                    | P328                | Portsmouth Dockyard                        | 6. November 1941   | 15. Dezember 1945     | März 1970          |
| Tactician                | P314                | Vickers-Armstrong                          | 13. November 1941  | 29. November 1942     | 6. Dezember 1963   |
| Truculent                | P315 (ex P95)       | Vickers-Armstrong                          | 4. Dezember 1941   | 31. Dezember 1942     | 12. Januar 1950    |
| Templar                  | P316 (ex P96)       | Vickers-Armstrong                          | 28. Dezember 1941  | 15. Februar 1943      | 1954               |
| Tradewind                | P329                | Chatham Dockyard                           | 11. Februar 1941   | 18. Oktober 1943      | 14. Dezember 1955  |
| Tally-Ho                 | P317 (ex P97)       | Vickers-Armstrong                          | 25. März 1942      | 12. April 1943        | 10. Februar 1967   |
| Trenchant                | P331                | Chatham Dockyard                           | 9. Mai 1942        | 26. Februar 1944      | 1. Juli 1963       |
| Tantalus                 | P318                | Vickers-Armstrong                          | 6. Juni 1942       | 2. Juni 1943          | November 1950      |
| Tantivy                  | P319 (ex P99)       | Vickers-Armstrong                          | 4. Juli 1942       | 25. Juli 1943         | 1951               |
| Telemachus               | P321                | Vickers-Armstrong                          | 25. August 1942    | 25. Oktober 1943      | August 1961        |
| Talent (I) Zwaardvis     | P322                | Vickers-Armstrong                          | 13. Oktober 1942   | 23. November 1943     | 11. Dezember 1962  |
| Terrapin                 | P323                | Vickers-Armstrong                          | 19. Oktober 1942   | 22. Januar 1944       | 1945               |
| Totem Dakar (דקר)        | P352                | Devonport Dockyard                         | 22. Oktober 1942   | 9. Januar 1945        | 25. Januar 1968    |
| Thorough                 | P324                | Vickers-Armstrong                          | 26. Oktober 1942   | 1. März 1944          | Juni 1962          |
| Truncheon Dolphin        | P353                | Devonport Dockyard                         | 5. November 1942   | 25. Mai 1945          | August 1975        |
| Tiptoe                   | P332                | Vickers-Armstrong                          | 10. November 1942  | 12. Juni 1944         | 29. August 1969    |
| Trump                    | P333                | Vickers-Armstrong                          | 31. Dezember 1942  | 8. Juli 1944          | 1971               |
| Taciturn                 | P334                | Vickers-Armstrong                          | 9. März 1943       | 8. Oktober 1944       | 1971               |
| Tapir Zeehond            | P335                | Vickers-Armstrong                          | 29. März 1943      | 30. Dezember 1944     | 1971               |
| Thor                     | P349                | Portsmouth Dockyard                        | 5. April 1943      | nicht fertiggestellt. |                    |
| Tiara                    | P351                | Portsmouth Dockyard                        | 8. April 1943      | nicht fertiggestellt. |                    |
| Turpin Leviathan (לויתן) | P354                | Chatham Dockyard                           | 24. Mai 1943       | 18. Dezember 1944     | Dezember 1973      |
| Tarn Tijgerhaai          | P336                | Vickers-Armstrong                          | 12. Juni 1943      | 7. April 1945         | 11. Dezember 1964  |
| Thermopylae              | P355                | Chatham Dockyard                           | 26. Oktober 1943   | 5. Dezember 1945      | 1970               |
| Talent (III) ex Tasman   | P337                | Vickers-Armstrong                          | 21. März 1944      | 27. Juli 1945         | Dezember 1966      |
| Teredo                   | P338                | Vickers-Armstrong                          | 17. April 1944     | 13. April 1946        | 1965               |
| Tabard                   | P342                | Scott’s Shipbuilding                       | 6. September 1944  | 25. Juni 1946         | 1974               |
| Threat                   | P344                | Vickers-Armstrong                          | 1944 annulliert.   |                       |                    |
| Theban                   | P341                | Vickers-Armstrong                          | 1944 annulliert.   |                       |                    |
| Talent (II)              | P343                | - Vickers-Armstrong - Scott’s Shipbuilding | 1944 annulliert.   |                       |                    |
| Typhoon                  |                     |                                            | Nur geplant.       |                       |                    |

### Technische Daten der Baulose der T-Klasse im Vergleich
|                                                  | Triton        | Los 1   | Los 2    | Los 3            | Super T |
| ------------------------------------------------ | ------------- | ------- | -------- | ---------------- | ------- |
| Besatzung:                                       | 62 Mann       | ←       | 61 Mann  | 63 Mann          |         |
| Verdrängung (aufgetaucht):                       | 1330 ts       | 1325 ts | 1327 ts  | ←                |         |
| Verdrängung (getaucht):                          | 1585 ts       | 1573 ts | 1571 ts  | ←                |         |
| Länge über alles:                                | 84,20 m       | 83,97 m | 83,36 m  | 83,30 m          | 89,40 m |
| Breite (maximal):                                | 8,11 m        | ←       | ←        | ←                | ←       |
| Tiefgang:                                        | 3,60 m        | ←       | ←        | 4,80 m           |         |
| Motorenleistung (aufgetaucht mit Dieselmotoren): | 2 mal 1250 PS | ←       | ←        | ←                |         |
| Motorenleistung (getaucht mit Elektromotoren):   | 2 mal 725 PS  | ←       | ←        | ←                |         |
| Geschwindigkeit (aufgetaucht):                   | 15,25 kn      | ←       | 15,75 kn | ←                |         |
| Geschwindigkeit (getaucht):                      | 8,75 kn       | ←       | ←        | ←                | 15 kn   |
| Fahrbereich (aufgetaucht bei 10 kn):             | 8000 NM       | ←       | ←        | bis zu 11.000 NM |         |
| Fahrbereich (getaucht bei 4 kn):                 | 80 NM         | ←       | ←        | ←                |         |
| Brennstoffvorrat:                                | 130 ts        | ←       | ←        | bis zu 230 ts    |         |
| Tauchtiefe:                                      | 90 m          | ←       | ←        | 90 bis 110 m     | 110 m   |
| Deckgeschütz:                                    | 102 mm / L40  | ←       | ←        | ←                | –       |
| Torpedorohre:                                    | 10            | ←       | ←        | 11               | 6       |
| Torpedos:                                        | 16            | ←       | ←        | 17               |         |
| Seeminen:                                        | 18            | ←       | 12       | ←                |         |

## Einsatz in anderen Marinen
Insgesamt zehn U-Boote der T-Klasse wurden an befreundete Nationen verliehen oder verkauft. Alle weitergegebenen U-Boote gehörten zum dritten Baulos.

### Niederländische Marine
| Royal Navy | Koninklijke Marine (Königlich Niederländische Marine) | |
| Talent     | Zwaardvis                                             | Am 23. März 1943 an die Niederlande, 1950 in Zwaardvis umbenannt, am 11. Dezember 1962 außer Dienst gestellt, 1963 verschrottet. |
| Tarn       | Tijgerhaai                                            | Am 28. März 1945 an die Niederlande, am 11. Dezember 1964 außer Dienst gestellt und 1965 zur Verschrottung verkauft.             |
| Taurus     | Dolfijn                                               | Am 4. Juni 1948 an die Niederlande, am 7. Dezember 1953 zurück an die Royal Navy, 1960 verschrottet.                             |
| Tapir      | Zeehond                                               | Am 18. Juni 1948 an die Niederlande, am 16. Juli 1953 zurück an die Royal Navy, 1966 verschrottet.                               |

### Israelische Marine
| Royal Navy | חיל הים הישראלי (israelische Marine) | |
| Totem      | Dakar (דקר)                          | 1965 an Israel verkauft, am 25. Januar 1968 bei der Überfahrt nach Israel mit der gesamten Besatzung gesunken.    |
| Truncheon  | Dolphin                              | 1965 an Israel verkauft, 1967 in Dienst der israelischen Marine gestellt, 1975 stillgelegt und 1977 verschrottet. |
| Turpin     | Leviathan (לויתן)                    | 1965 an Israel verkauft, 1967 in Dienst der israelischen Marine gestellt, 1973 als Übungsziel versenkt.           |

### Australische Marine
| Royal Navy | Royal Australian Navy (Königlich Australische Marine) |                                                                                             |
| Trump      | Trump                                                 | 1961 an Australien, 1968 zurück nach Großbritannien, 1971 verschrottet.                     |
| Tabard     | Tabard                                                | 1962 an Australien, 1968 zurück nach Großbritannien, 1974 verschrottet.                     |
| Taciturn   | Taciturn                                              | 1964 in Australien überholt, danach Dienst bei der australischen Marine, 1971 verschrottet. |